# 女孩×戰士系列
女孩×戰士系列  是日本女孩向特攝劇 ，東京電視台， 电通 ，與OLM製作，由總導演三池崇史監導，自2017開始於東京電視網播放的一系列特攝劇。

## 特徵
透過与邪恶角色戰鬥並進行變身之女英雄团体的活耀，描畫女孩在這之间成长和友谊 。系列故事以喜剧形式描绘，包括与敌人的战斗，而每一集出現的敵人大多都是由藝人客串而成並被反派團體所操作的無辜民眾，该节目在播映的周日早晨显得开朗是本系列的招牌 。 而當中舞蹈已被整合到變身與必殺技鏡頭中  ，女英雄們不只出現在電視螢幕中也活跃于现实世界的該劇相關偶像活動中，例如“miracle²”，“magical²”，“mirage²”。而每集的反派角色均為客串嘉賓，為系列增添不少樂趣。
Takara Tomy和小學館所屬女孩杂志“Ciao”和女孩杂志“Puchigumi”共同策划的，並在在LDH舞蹈歌唱支援下进行年度“电视剧主角海選試鏡”，選出合適人選來擔當女英雄角色。 
作品使用了大量的CG，因此，拍摄工作比常规电视剧开始的时间要早 。考虑到它是儿童作品，CG作品强调風格可爱，有趣和合理性，比一般作品更注重色彩、闪光與音樂。
而成員也以此系列為基礎進而組成偶像團體，相當受小孩與大人喜愛，人氣話題性上升中。

## 作品一覽
|   | 工作名称             | 广播开始日期  | 广播结束日期  | 集数 | 备注                                                                     | 偶像團體        |
| - | -------------------- | ------------- | ------------- | ---- | ------------------------------------------------------------------------ | --------------- |
| 1 | 偶像×戰士 奇蹟之音！ | 2017年4月2日  | 2018年3月25日 | 51集 |                                                                          | Miracle² Girls² |
| 2 | 魔法×戰士 魔力純心！ | 2018年4月1日  | 2019年3月24日 | 51集 | 2020年3月31日：播出“魔力純心x 幻影甜心 從實交代！特别節目”               | Magical² Girls² |
| 3 | 秘密×戰士 幻影甜心！ | 2019年4月7日  | 2020年6月28日 | 64集 | 第37集于2020年7月5日播放，最后一集51集則是7月12日播放，7月29日上映劇場版 | Mirage² Girls²  |
| 4 | 警察×戰士 愛心巡護！ | 2020年7月26日 | 2021年6月27日 | 48集 | 2021年5月21日上映劇場版                                                  | lovely² Lucky²  |
| 5 | 友情×戰士 美少女！   | 2021年7月11日 | 2022年6月26日 | 50集 | 7月4日播放第0集                                                          | Lucky²          |

## 各播放局
| 區域            | 播音员         | 备注                                       |
| --------------- | -------------- | ------------------------------------------ |
| 关东广域        | 東京電視台     |                                            |
| 北海道          | TV北海道       |                                            |
| 爱知县          | 愛知電視台     |                                            |
| 大阪府          | 大阪電視台     |                                            |
| 岡山縣/大阪府   | 瀨戶內電視台   |                                            |
| 福冈县 / 佐贺县 | TVQ九州放送    |                                            |
| 宮城縣          | 東日本放送     | 從秘密x战士 幻影甜心！跟播                 |
| 新潟县          | 新潟放送       | 從秘密x战士 幻影甜心！跟播                 |
| 静冈县          | 靜岡電視台     | 從秘密x战士 幻影甜心！跟播                 |
| 岐阜县          | 岐阜放送       | 從秘密x战士 幻影甜心！跟播                 |
| 滋贺县          | 琵琶湖放送     | 從秘密x战士 幻影甜心！跟播                 |
| 和歌山县        | 和歌山電視台   | 從秘密x战士 幻影甜心！跟播                 |
| 廣島縣          | 廣島HOME電視台 | 從秘密x战士 幻影甜心！跟播                 |
| 长崎县          | 长崎放送       | 從秘密x战士 幻影甜心！跟播                 |
| 日本各地        | BS 東視        | BS放送 2017年10月播出 魔法×戰士 魔力純心！ |
| 日本各地        | Kids Station   | CS放送                                     |

| 播放地區 | 播放電視台                                 | 播放節目                                  | 字幕語言 | 備註        |
| -------- | ------------------------------------------ | ----------------------------------------- | -------- | ----------- |
| 中国大陆 | 芒果TV                                     | 偶像×戰士 奇蹟之音！ 秘密×戰士 幻影甜心！ | 簡體中文 | 網路獨播    |
| 中国大陆 | 騰訊視頻                                   | 魔法×戰士 魔力純心！ 警察×戰士 愛心巡護！ | 簡體中文 | 網路獨播    |
| 臺灣地區 | 巴哈姆特動畫瘋 KKTV                        | 秘密×戰士 幻影甜心！ 魔法×戰士 魔力純心！ | 繁體中文 | 網路播放    |
| 臺灣地區 | 霹靂台灣台                                 | 秘密×戰士 幻影甜心！                      | 繁體中文 | 有線電視    |
| 臺灣地區 | 靖洋卡通台Nice Bingo 靖天卡通台 靖天日本台 | 魔法×戰士 魔力純心！ 秘密×戰士 幻影甜心！ | 繁體中文 | 中華電信MOD |

## 其他
義大利在2018年購入偶像×戰士 奇蹟之音！的翻拍權，並翻唱其中的歌曲，而製成義大利版本。

## 脚注
1. ↑  . ナターシャ. 2019-02-26  [2019-02-27]. （原始内容存档于2019-02-27）.
2. ↑  “プリキュア一強に終止符？ 話題の「女児向け特撮ドラマ」担当者に聞く、子ども番組が“守るべきもの””. オリコンニュース. オリコン (2019年2月27日). 2019年2月27日閲覧。
3. ↑  『魔法×戦士 マジマジョピュアーズ』第34話よりBSテレ東 4Kでも放送。
4. ↑  .   [2018-10-14]. （原始内容存档于2018-11-22）.